# スーパーくまがい
スーパーくまがいは、北海道白老郡白老町に本社を置く株式会社熊谷商店（くまがいしょうてん）が運営していたスーパーマーケットである。

## 概要

### 前史
熊谷昇は終戦当時、樺太の大泊町の役場に勤めていたが、終戦とともに秋田に引き揚げ、その後兄を頼って白老に来て、親戚のパン工場に勤めていた。4人の子供を抱えて生活は苦しく、妻スエ子がアイスキャンディーの木箱をリヤカーに積んで行商をし、生計の足しにしていた。しばらくして3.3平方メートルのバラックで駄菓子屋を開いたが、当時は人家も少なく、売り上げも少なかった。そのため、てんぷらやコロッケを作り、行商を始めた。
熊谷威二は苫小牧高校（現・苫小牧東高校）を卒業し大昭和製紙（現・日本製紙）に勤め、5年間勤務した。同じ大昭和製紙に勤める兄とどちらかが店をやることになったが、威二に決まり、店に戻って車で行商を始めたが、ほとんど儲けがなく、代わりに山奥の場回りを始めた。その後、掛け売りしている飯場が倒産し、もらった手形が不渡りとなり、場回りも断念した。
次に、給食センター、老人ホーム、病院など事業所の御用聞きを始めた。月商は300万から400万円あったが、手間がかかる上に競争店もあり、利幅が薄く、5日おきに払わねばならぬ生鮮品まで売掛となり、資金繰りは苦しかった。酒やたばこも扱い始めたが、これも売掛で、努力して売り上げを増やすとその分苦しくなるばかりだった。

### スーパーくまがい
1973年、隣の苫小牧市に長崎屋が進出。この時は影響が少なかったが、1977年にダイエー、1978年にイトーヨーカドーが進出し、チラシが入ってくるようになると、土日の売り上げが半減した。困った町の商店の若手が集まって、顧客の流出を食い止めるため、共同店舗を計画し、ショッピングセンターへの視察なども行ったものの、実現はしなかった。
そのころ、同級生の店にあったセミナーの案内を見てそれに参加した。滝川市の開西ストア、上砂川町のふじや、歌志内市のむらたなどの話を聞き、店売り現金売りで配達、掛売なしで急成長しているのに驚き、直ちにそれらの店を見学し、店売り現金売りに転換する決意を固めた。それから経営指導を受け、82平方メートルの店を駐車場にして、182平方メートルの店への建て替えを計画。母の凄まじい反対を押し切り、新装開店することにした。この時に閉店売り出しを行い、不良在庫の食器類や酒の景品のグラス、サラダボウルなどを1円でたたき売りをした。土砂降りの雨の日だったが客が押し寄せ、道路に車と客が溢れ、パトカーが整理に出動する騒ぎになり、3日間の予定が1日で600万円売って閉店した。
1979年、開西ストア、ふじや、むらたの店主も応援に駆け付け、爆竹を打ち上げ景気よく新装開店した。3日間で1200万円を売り上げた。最初は白老にスーパー形式の店は一軒もなく、売掛ができないことに対する反発も強かったが、徐々に隣の虎杖浜や荻野からも客が来るようになった。
1982年町内に2号店をオープン、1984年には苫小牧にも出店したが、採算が合わず3年で閉店。その後、1994年に白老の2店舗を統合し、現在の場所に売場面積280坪の店を開店した。
2011年9月室蘭市にハック店を開店。JXTGエネルギー室蘭製造所（現・ENEOS室蘭事業所）の石油製品製造停止や前年までトントンだった収支が、1300万円の赤字に転落し、地域のためと続けてきたが、この先に伸びる要素がなく、2018年12月31日閉店。
2006年から店に行きたいけど運転できない、自転車をこげなくなった、足が痛くて歩けないといったお客の声を聞き、無料送迎バスを運行していたが、経費がかさみ、企業努力も厳しくなったため、2019年12月21日に運行を終了した。
2007年度、北海道の「第1回 いってみたい商店街&お店」にて、町内循環無料お買い物バスの運行、買い物客に配慮した店舗内レイアウトが評価され、大賞に選ばれた。

### 北雄ラッキーへ事業譲渡
しかし、人口減とともに売り上げも下がり、エネルギー価格の高騰にも苦しんだ。地域の食を守るため、店の価値があるうちに譲渡すること決め、人口が少ない地域でのノウハウがあり、道央圏で店舗拡大を狙う北雄ラッキーへ8月16日付で譲渡することを決めた。くまがいの従業員約40人は原則、全員雇用する。当初は2024年8月16日15時にて閉店する予定だったが、商品がほぼ売り切れたため、予定を繰り上げ12時にて閉店した。
2024年8月26日、北雄ラッキーが継承し、ラッキーマート白老店としてオープンした。

### その後
2024年9月9日、株式会社熊谷商店は本社を白老町本町1丁目9番41号から白老町大町3丁目8番12号に移転した。
コインランドリーと食堂を始めることを発表。コインランドリー洗熊（あらいぐま）を12月13日、お食事処熊谷商店を12月16日にオープン予定。

## 沿革
- 1979年 - スーパーくまがいを開店。
- 1982年 - 2号店を開店。
- 1984年 - 苫小牧に出店。
- 1987年 - 苫小牧の店舗を閉店。
- 1994年 - 白老の2店舗を統合し現在地へ移転。
- 2011年9月 - ハック店開店。
- 2018年12月31日 - ハック店閉店。
- 2024年
  - 5月22日 - 北雄ラッキーへの事業譲渡の契約を締結。
  - 8月16日 - 15時にて閉店。
  - 8月26日 - ラッキーマート白老店開店。
  - 12月13日 - コインランドリー洗熊オープン予定[12]。
  - 12月16日 - お食事処熊谷商店オープン予定[12]。

## 店舗
- 本店 - 白老郡白老町本町1-9-41
既存スーパーのレイアウトは、野菜コーナーからスタートし、肉と魚の売り場は店の奥にあるのが一般的だが、これは売り手目線のレイアウトでお客のことをあまり考えていないとして、魚や肉を入り口付近、中央に野菜売り場を設け、野菜売り場から真っすぐレジに向かい、目的の食材を買っていち早く店から出れるようにした。また、すしや弁当などは、それだけを買う目的で来るお客が多いので、総菜も入り口付近に設けた[13]。
店内には食堂の元気ひろばがあり、定食や白老牛骨ラーメン、白老牛丼などを販売している。会長が自ら仕入れて販売している魚介類を元気ひろばでも使っている。2020年7月のウポポイ開業時には来場者に楽しんでもらおうと海鮮丼をメニューに加えた[14]。
2024年8月16日午後3時にて閉店し、2024年8月26日ラッキーマート白老店としてオープン[9]。

### 閉店した店舗
- ハック店 - 北海道室蘭市白鳥台5-1-4
綜合食品のしがハック店の後継店舗として2011年(平成23年)9月1日に開店[15]。2018年12月31日閉店[4]。
跡地には2019年8月から9月にかけて鮮魚店「ハイ・フィッシュ みなしん」・青果店「ハイ・ベジタブル たかた」やホームセンターの「ホーマックニコット」（現・DCMニコット）が営業を開始した[16]。